# 콘스탄틴 이온 파르혼

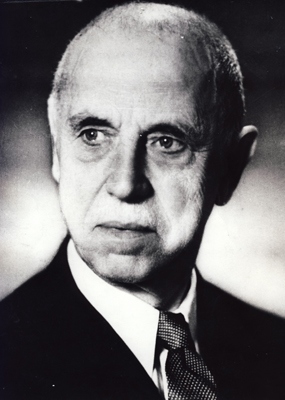
콘스탄틴 이온 파르혼

콘스탄틴 이온 파르혼(루마니아어: Constantin Ion Parhon, 루마니아어 발음: [konstanˈtin iˈon parˈhon] ( 듣기))는 루마니아의 신경정신병학자, 내분비학자, 정치인이다. 루마니아 사회주의 공화국의 서기장이기도 하였다.